# بزرگ کردن آریزونا
بزرگ کردن آریزونا (به انگلیسی:Raising Arizona) فیلمی به کارگردانی، نویسندگی و تهیه‌کنندگی برادران کوئن در نوع کمدی و محصول سال ۱۹۸۷ کمپانی آمریکایی فاکس قرن بیستم است. در این فیلم نیکولاس کیج، هالی هانتر، ویلیام فورسیت، جان گودمن، فرانسیس مک‌دورمند و رندال «تکس» کاب به ایفای نقش می‌پردازند. این فیلم رتبه ۳۱ام را در لیست «۱۰۰ سال …۱۰۰ خنده بنیاد فیلم آمریکا» و رتبه ۴۵ام را در لیست «۱۰۰ فیلم خنده دار براوو» را کسب کرده است.

## داستان فیلم
«های مک‌دانا» (نیکلاس کیج)، پس از تحمل چند دوره زندان به خاطر سرقت از چند سوپر مارکت، با «ادوینا» (هالی هانتر)، دختر پلیسی که مأمور عکاسی از زندانیان است، ازدواج می‌کند. زندگی خوش این زوج به خاطر آنکه نمی‌توانند بچه‌دار شوند، تلخ می‌شود. آنان «نیتان جونیر»، یکی از نوزادان پنج‌قلوی صاحب ثروتمند یک فروشگاه بزرگ وسایل چوبی خانه به‌نام «نیتان آریزونا» (ویلسن) را می‌ربایند. اما مدتی نمی‌گذرد که زندگی آرام‌های و ادوینا با پیدا شدن سر و کله گیل (جان گودمن) و اِیوِل (فورسایت) - دو تن از هم‌بندی‌های قدیمی‌های برهم می‌خورد و کابوس وحشت‌بار لنرد اسمالز (کاب)، موتورسواری که ظاهراً در پی یافتن دو زندانی فراری است، خواب را از سرهای می‌رباید. های به گیل و ایول می‌گوید که باید بروند، ولی آن دو از او می‌خواهند در سرقت بانکی که نقشه‌اش را ریخته‌اند با آنان همراه شود. در اینجاهای که متوجه شده لیاقت پدر بودن را ندارد تصمیم به جدائی از ادوینا می‌گیرد. لنرد نیز به نیتان می‌گوید که در برابر پنجاه هزار دلار بچه او را پیدا خواهد کرد. گیل و اِیوِل بچه را می‌ربایند و حالا هم خیال گرفتن باج از پدرش را دارند و هم سرقت از بانک. های و ادوینا از یک طرف و لنرد از طرف دیگر آنان را تعقیب می‌کنند. گیل و اِیوِل بانک را می‌زنند ولی متوجه می‌شوند که بچه را در صحنه جا گذاشته‌اند. بچه به چنگ لنرد می‌افتد. پس از زدو خوردی شدید، های، لنرد را با نارنجک خودش، به هوا می‌فرستد. های و ادوینا، بچه را به پدرش بازمی‌گردانند و اعلام می‌کنند که خیال جدائی دارند. نیتان به آنان پیشنهاد می‌کند تصمیم‌شان را لااقل بیست و چهار ساعت عقب بیندازند. های در رؤیا، گیل و اِیوِل را می‌بیند که به زندان برمی‌گردند، نیتان جونیر که بزرگ شده و خودش و ادوینا که پیر شده‌اند و بچه‌ها و نوه‌ها به دیدارشان آمده‌اند.